# Coves de Yungang
Les coves de Yungang són un conjunt de 53 grutes i unes 1200 fornícules budistes, amb més de 51.000 estàtues de pedra que s'escampen per una àrea d'un quilòmetre quadrat d'extensió. Se situen als afores (al voltant de 20 km.) de la ciutat de Datong, a la província de Shanxi, en el nord de la Xina, era la capital de la dinastia Wei del Nord.
La construcció de les coves a les muntanyes properes a la capital van començar l'any 460, amb les propostes del mestre monjo Tan Yao i l'autorització de l'emperador Wencheng, de la dinastia Wei del Nord. Els treballs van acabar l'any 494, quan la dinastia Wei del Nord, va decidir traslladar la capital a Luoyang.
Cada una de les grutes té una estàtua principal de la figura de Buda. La més gran té 16,8 metres d'altura i la menor té 13,5 metres d'altura. Sovint les cinc primeres imatges del Buda en cada cova, s'han relacionat amb els cinc primers emperadors de Bei Wei (també coneguda com la dinastia Wei del Nord); emfatitzant d'aquesta manera els aspectes polítics i el paper econòmic que la cort va imposar al budisme.
Ens trobem en un període de molta activitat, que arriba fins al segle XI.
Podem veure un canvi de proporcions en les estàtues principals. Els forats que trobem al voltant del Buda, formen part del procés constructiu. A més, el Buda en qüestió, no és el Buda històric, sinó Vairocana, entès com a Buda celestial, que representa la saviesa transcendental i la veritat absoluta.
Trobem una escola budista en qüestió, que pensa que aquest personatge, anomenat també, el gran Buda solar del Mahayana, és en realitat la figura principal a la qual rebre culte. Per aquesta escola, el Buda històric és una forma provisional i Vairocana és la figura major.
Les coves es troben entre els primers exemples que queden de la gran època d'esplendor de l'art budista a la Xina. Algunes d'elles eren simplement recintes en forma de cel·la, per a les figures del Buda, mentre que d'altres eren recintes per ser utilitzades com a capelles. Els primers cinc temples van ser ordenats per un monjo d'una església, anomenat Tan Yao.

## Patrimoni de la Humanitat
Les grutes de Yungang representen una realització excepcional de l'art rupestre búdic a la Xina dels segles V i VI. Les anomenades Cinc Grutes, realitzades per Tan Yao amb una rigorosa unitat de traçat i disseny, són una obra mestra clàssica del primer període d'apogeu de l'art budista a la Xina.
Constitueixen el grup més gran de grutes conservat a la Xina, sent per aquesta raó famosa tant a la Xina com a tot el món. L'any 2001, van ser declarades com a Patrimoni de la Humanitat per la UNESCO. Abastant una àrea protegida de 348,75 ha i una àrea de respecte de 846,809998 ha.
La inscripció de les coves de Yungang a la llista de Patrimoni de la Humanitat destaca el seu paper com a testimoni clau de la difusió del budisme a la Xina i la influència de diverses cultures a través de les rutes comercials de la Ruta de la Seda. A més, les coves es valoren pel seu estat de conservació relativament bo i per les seves escultures monumentals, que exemplifiquen l'habilitat tècnica i l'art refinat de l'època de la dinastia Wei del Nord.

## Història
Després de la decadència de la dinastia Jin, les regions del nord de la Xina, van quedar sota el control de la dinastia Wei del Nord. Van fer de la ciutat de Pingcheng, ara coneguda com a Datong, la seva capital. A causa de la seva promoció, Pingcheng va registrar un augment en els treballs de construcció. El Wei del Nord va adoptar anticipadament el budisme com a religió estatal. Aquesta religió va arribar a aquest lloc a través dels viatges a l'antiga Ruta de la Seda del Nord, la ruta més septentrional d'uns 2600 km. de longitud, que connecta l'antiga capital xinesa de Xi'an cap a l'oest a través del pas de Wushaoling a Wuwei abans d'unir-se a l'antiga Pàrtia.
El treball en aquest primer període de la talla va durar fins a l'any 465 dC, i les coves es coneixen ara com les coves 16 i 20. Començant al voltant de l'any 471 dC, en una segona fase de construcció, que va durar fins al 494 dC, les coves bessones 5/6, 7/8 i 9/10, així com les coves 11, 12, 13 i probablement es van construir sota la supervisió i el suport de la cort imperial. El patrocini imperial va acabar l'any 494 dC amb el trasllat de la cort Wei a la nova capital de Luoyang. Totes les altres coves van sorgir sota el patrocini privat en un tercer període de construcció, que va durar fins a l'any 525, quan la construcció es va aturar finalment a causa dels aixecaments a la zona.
Des del final dels treballs, la pedra arenisca de les grutes ha estat exposada a l'erosió pesada. Per tant, els segles següents van veure diversos intents de preservar les coves i per reparar el dany continu. Durant la dinastia Liao es feu alguna renovació de les estàtues i l'acumulació dels "10 temples de Yungang" de 1049-1060, que estaven destinats a protegir a les principals coves. No obstant això, van ser destruïts altra vegada només uns 60 anys més tard en un incendi. Els edificis de fusta existents al davant de les coves 5 i 6 es van construir l'any 1621, durant la dinastia Qing. Des de la dècada de 1950, les esquerdes a la pedra sorrenca han estat segellats per la beurada, i el repoblament ha estat implementat en un esforç per reduir l'erosió a causa de les tempestes de sorra.

### Inici de la construcció
La construcció de les coves de Yungang es va iniciar sota el patrocini de l'emperador Wencheng (452-465 dC), amb el suport del monjo budista Tan Yao, qui va ser un dels principals promotors del projecte. El seu objectiu era crear un complex de coves dedicat al budisme, que servís tant com a centre culte religiós com per projectar el poder i la devoció budista de la cort imperial.

### Fases de construcció
1. Primera fase (460-465 dC): Va estar marcada per la construcció de les cinc primeres coves, conegudes com les coves de Tan Yao (coves 16 a 20). Aquestes coves es van construir seguint un estil monumental, amb escultures colossals de Buda tallades directament a la roca. Aquestes obres tenen una clara influència de l'art indi i de Gandhara, amb trets facials i robes que reflecteixen aquestes influències culturals.
2. Segona fase (després del 465 dC): La construcció va continuar amb una major diversificació d'estils i tècniques. Les escultures i els relleus de les coves es van fer més detallats i sofisticats, amb un augment de les influències xineses en el disseny. Els motius decoratius van incloure una barreja d'estils centreasiàtics i xinesos i es van incorporar nous elements simbòlics i iconogràfics del budisme.
3. Tercera fase (segles VI-VII): Major incorporació d'elements xinesos tradicionals, amb una clara evolució cap a un estil més nacional i menys influenciat per les tradicions estrangeres. Les estàtues de Buda es van fer més elegants i amb trets més suavitzats, i l'enfocament es va desplaçar cap a la creació de coves més petites però molt decoratives, amb un treball detallat en els relleus i les escultures.

## Representació en les coves de Yungang
Hi ha grans representacions d'escultures i relleus que representen diversos temes, incloent-hi de Buda, de bodhisattves, de deïtats protectores, de figures celestials, a més d'altres elements molt simbòlics del budisme.

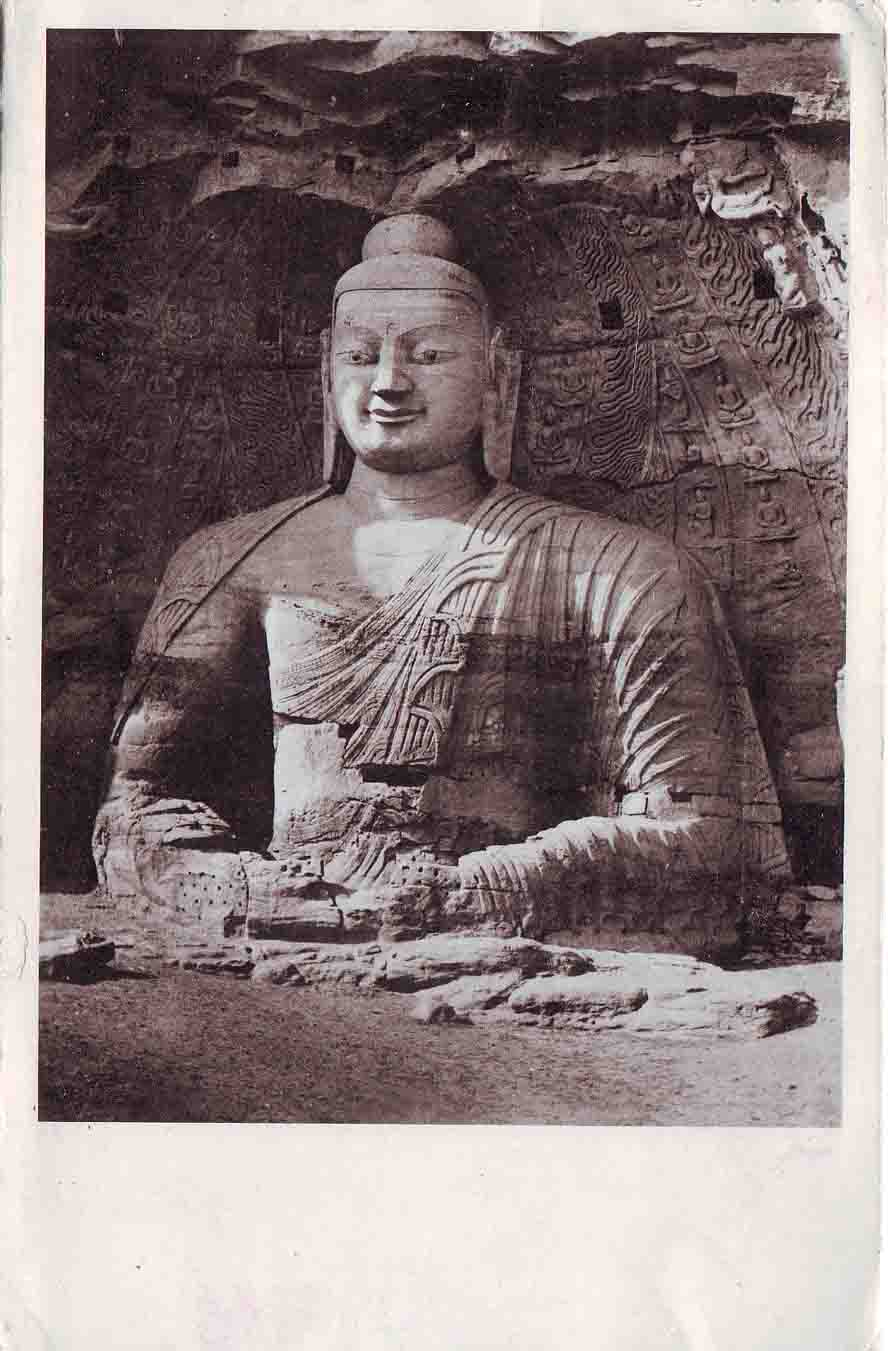
Figura gegant de Buda, Coves de Yungang, la Xina

### Figures de Buda
Són els elements més destacats que ens trobem en aquest monumental jaciment arquitectònic. Hi ha figures colossals de Buda tallades a la roca, algunes de les quals arriben fins als 17 metres d'alçada. Les més grans estan tallades directament a la roca i són les més impressionants del conjunt. Aquestes últimes sovint es troben en les coves centrals i són visibles des de lluny, i el seu significat serveix per emfatitzar el poder i l'autoritat espiritual de Buda.
Normalment, expressen diversos mudres budistes, que són significats simbòlics profunds i representen diferents aspectes de la vida i les ensenyances de Buda. Ens mostren diverses postures meditatives d'importància significativa en el budisme, com el Buda assegut en la postura de lotus (dhyanasana), que simbolitza la serenitat i la il·luminació espiritual. Altres mudres que ens podem trobar en les figures colossals d'aquest conjunt de coves són: el mudra de la meditació (dhyana mudra), el mudra de la presa de contacte amb la terra (bhumisparsha mudra), o el mudra de la protecció (abhaya mudra).
Les cares són rodones, amb ulls mig tancats en un gest de contemplació tranquil·la, i els llavis lleugerament corbats en un somriure suau que irradia pau interior. Aquesta expressió de calma i serenitat es considera un símbol de l'estat de Nirvana, una manifestació de la il·luminació i la transcendència del desig i el patiment.

#### Tipus de representacions de Buda
- Buda Shakyamuni: també conegut com a Siddhartha Gautama, és el protagonista principal en moltes de les representacions de les coves. Sovint es mostren en la postura asseguda, amb el gest de tocar la terra que simbolitza la seva il·luminació sota l'arbre Bodhi. Aquest gest representa el moment en què va invocar la Terra com a testimoni de la seva resolució per aconseguir la il·luminació, un acte clau en la història del budisme.
- Buda Maitreya: el Buda del futur, molt comú a les coves de Yungang. Sovint representat assegut amb les cames creuades de manera menys rígida o fins i tot dret, preparat per baixar al món en el futur per salvar els éssers vius.
- Buda Amitabha: el Buda de la Llum Infinita, representat com el Buda que presideix la Terra Pura (o Paradís Occidental). Sovint són considerades símbols de salvació i esperança per als devots budistes que busquen renéixer en el seu regne després de la mort.

A les primeres coves les estàtues tenen una clara influència de l'art indi i de Gandhara, mentre que les figures posteriors tenen un estil més xinès.

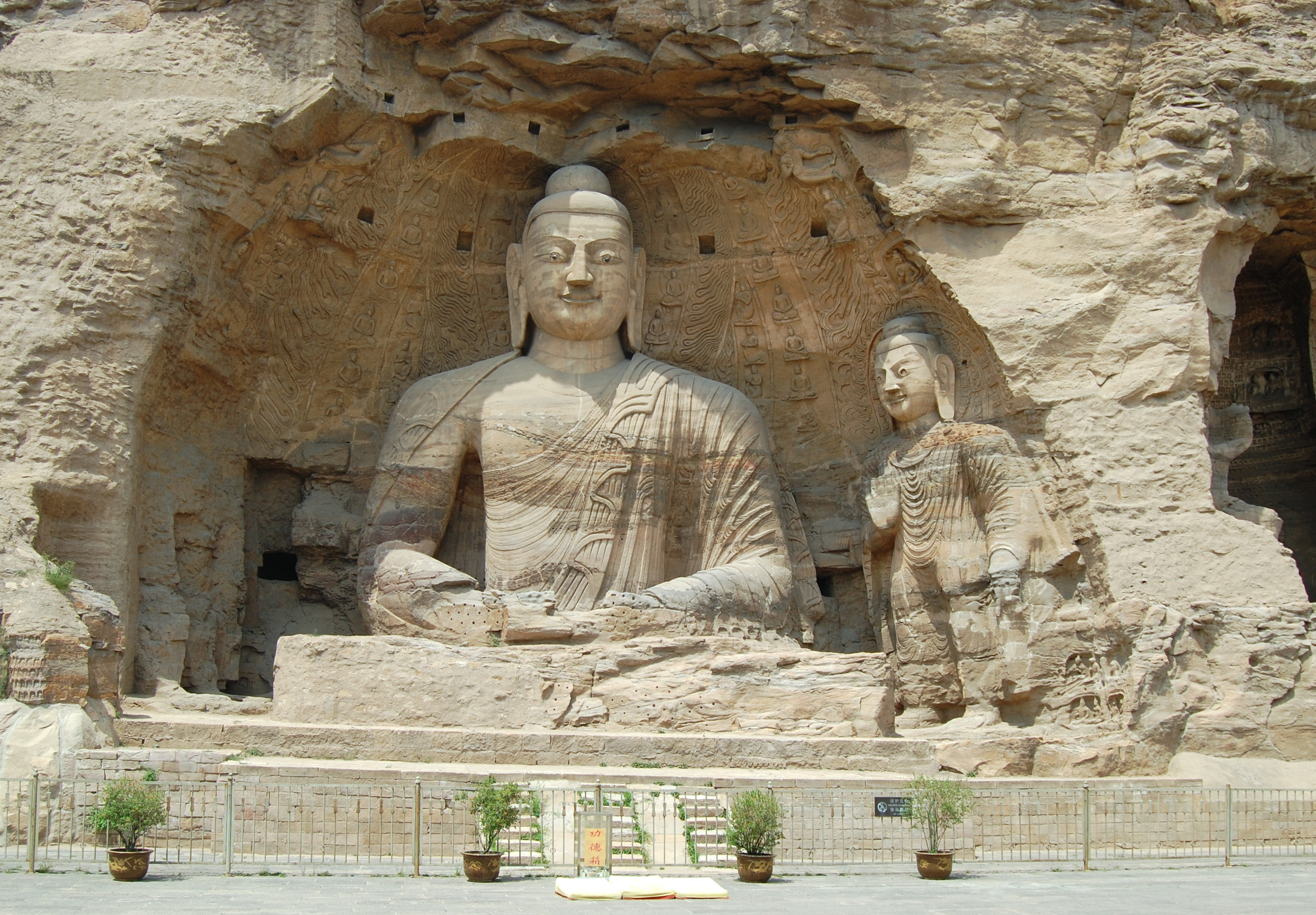
Estàtues de les coves de Yungang, la Xina

### Bodhisattves
Éssers il·luminats que han renunciat al Nirvana per ajudar a guiar els altres en el seu camí cap a la il·luminació. Se solen mostrar amb un aspecte més ornamentat que el Buda, amb joies, corones i vestits elegants, destacant la seva qualitat compassiva i el seu rol com a guies espirituals.
En les coves de Yungang, hi ha el Avalokiteshvara (Guanyin), el bodhisattva de la compassió, un dels més venerats en el budisme Mahayana. Se sol representar amb una actitud serena i compassiva, a vegades amb múltiples braços i ulls per simbolitzar la seva capacitat de veure i ajudar tots els éssers que pateixen. Poden mostrar-lo amb un vas de nèctar o amb una flor de lotus, símbols de puresa i compassió.

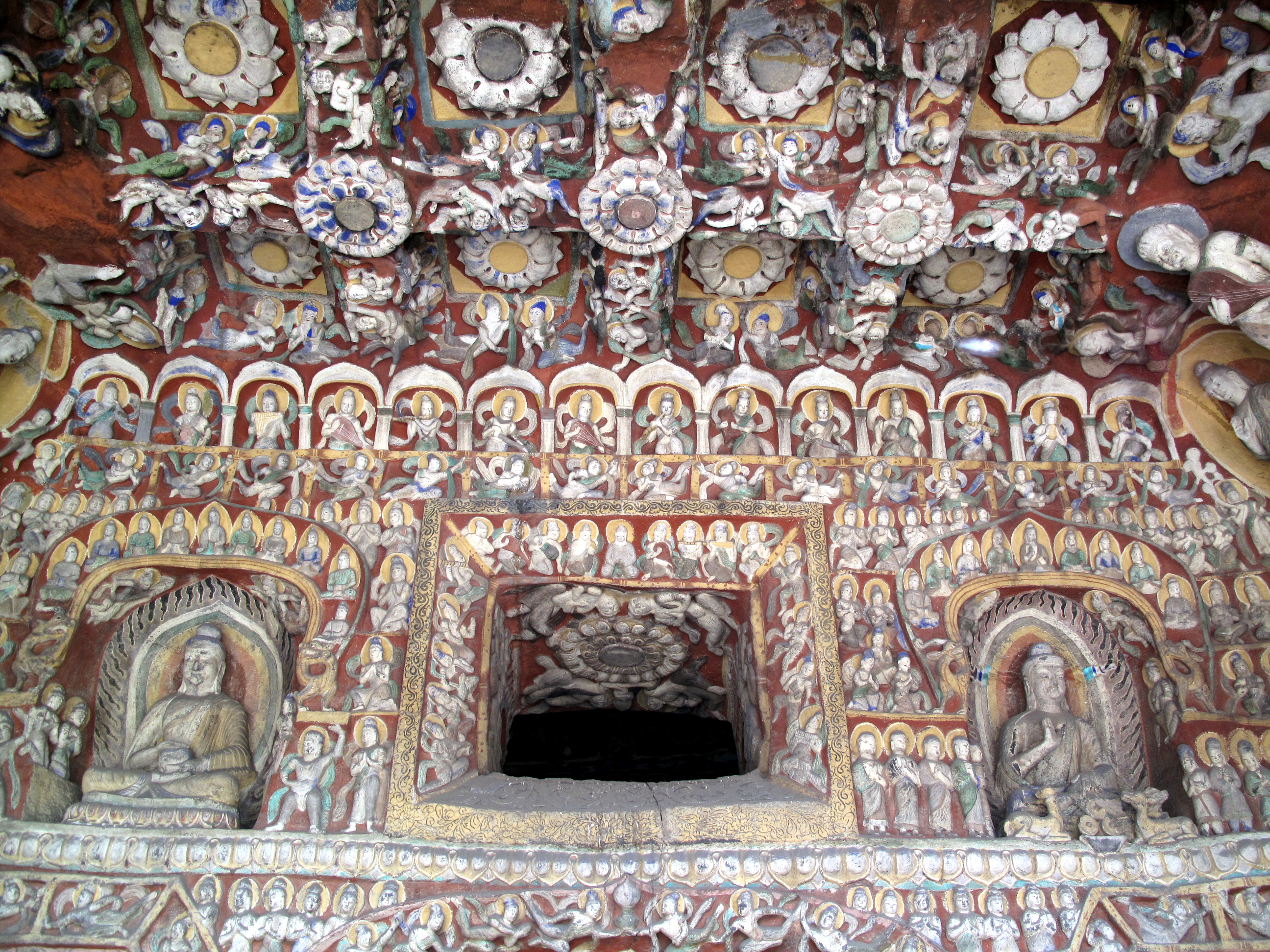
Apsares, Cova 12, Yungang

Els Manjushri (Wenshu), és el de la saviesa i sovint es representa portant una espasa flamígera que talla la ignorància i un llibre de la saviesa (la Prajnaparamita Sutra) a la seva mà. És el símbol del coneixement i la comprensió que condueixen a la il·luminació. Poden estar envoltades de patrons que simbolitzen el coneixement, com ara rodes de Dharma o flames de saviesa.

### Apsaresi figures celestials
Són criatures celestials o nimfes que apareixen en moltes de les talles decoratives de les coves. Es mostren flotant en l'aire, amb postures gracioses i roba ondulant, i sovint estan tocant instruments musicals o oferint flors. Simbolitzen la bellesa i la devoció, i es creu que estan associades amb la música celestial i la dansa que celebra els ensenyaments budistes.

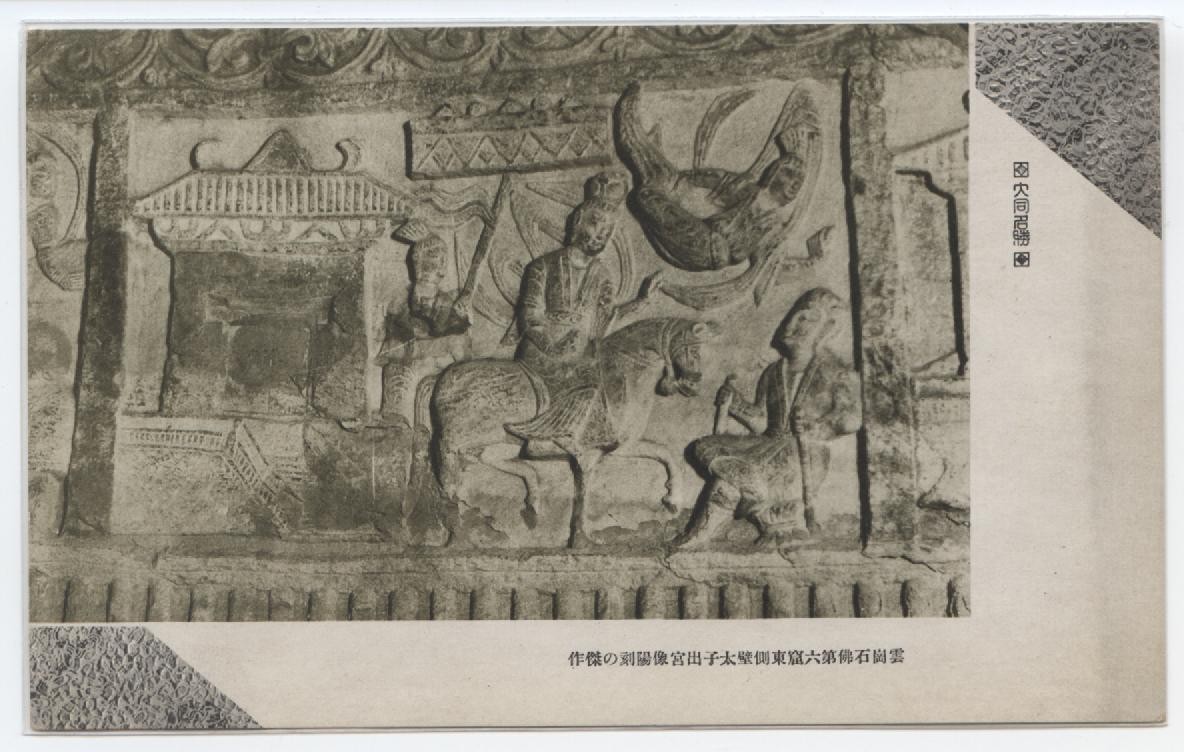
Escena de la vida de Buda, Yungang

### Relleus narratius i escenes de la vida de Buda
Moltes de les parets de les coves estan decorades amb relleus que narren escenes de la vida de Buda, coneguts com a jataka o històries de les anteriors vides de Buda. Aquests relleus expliquen històries morals i llegendes associades amb el camí de Buda cap a la il·luminació. Sovint aquestes escenes inclouen representacions de Buda en diferents moments clau, com el seu naixement, la seva renúncia a la vida de luxe, la seva meditació sota l'arbre Bodhi, i finalment el seu assoliment del Nirvana.

### Deïtats protectores i guardians

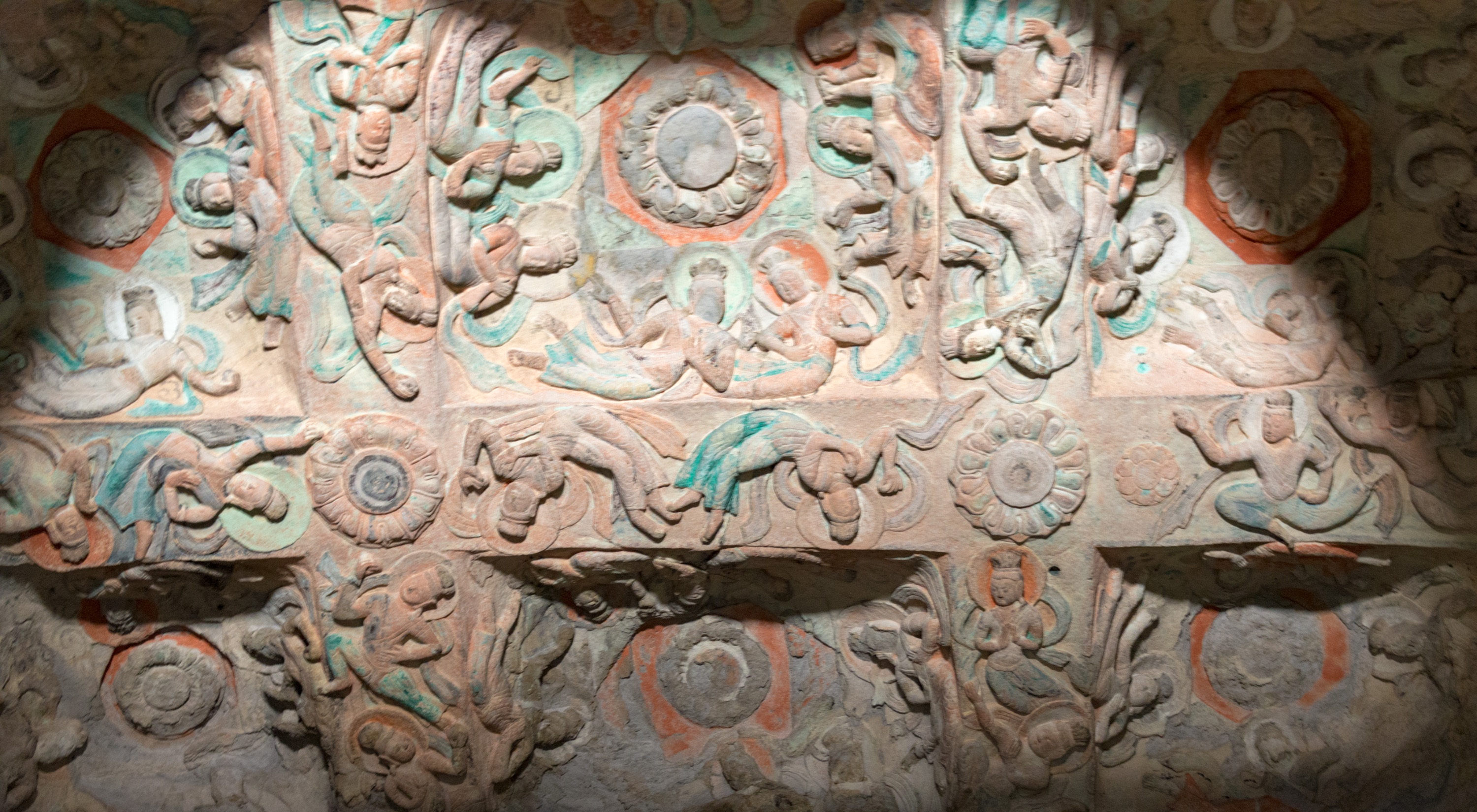
Figures celestials, Yungang

Algunes escultures també representen deïtats protectores i guardians, figures intimidants que es creu que tenen la funció de protegir el Buda i les seves ensenyances. Són sovint representats amb una expressió ferotge i en postures agressives per espantar els esperits malignes. La presència d'aquestes figures simbolitza la protecció del Dharma (les ensenyances budistes) i la lluita contra les forces negatives.

### Elements decoratius i patrons geomètrics
Les coves també inclouen una gran quantitat de motllures decoratives i patrons geomètrics tallats a la pedra. Aquests elements decoratius sovint incorporen dissenys florals, fullatge, i motius que representen la naturalesa, reflectint l'harmonia i la bellesa del cosmos segons la visió budista.

## Representació i estil
Trobem que les representacions no tenen una voluntat naturalista encara. Les espatlles són extremadament grans, hi ha una certa geometrització de les formes, especialment facial; ulls molt oberts, cara amb forma oval, orelles desproporcionadament grosses, sortides. Els plecs podrien ser més naturalistes, però res a veure amb el budisme indi, tot i que hi trobem referències.
Els rostres es van arrodonint, però continuen sent figures allargades, no sensuals; es parla d'un art gràfic. Es dona molt valor a la línia. Són imatges per ser vistes de manera frontal. Al voltant d'aquestes representacions, ens trobem amb petits nínxols, on trobem la imatge del Buda: la multiplicació d'imatges ha de ser llegida en el sentit que propicien bon karma, i com més se'n trobin, millor karma es tindrà, per aquells qui els realitzen.

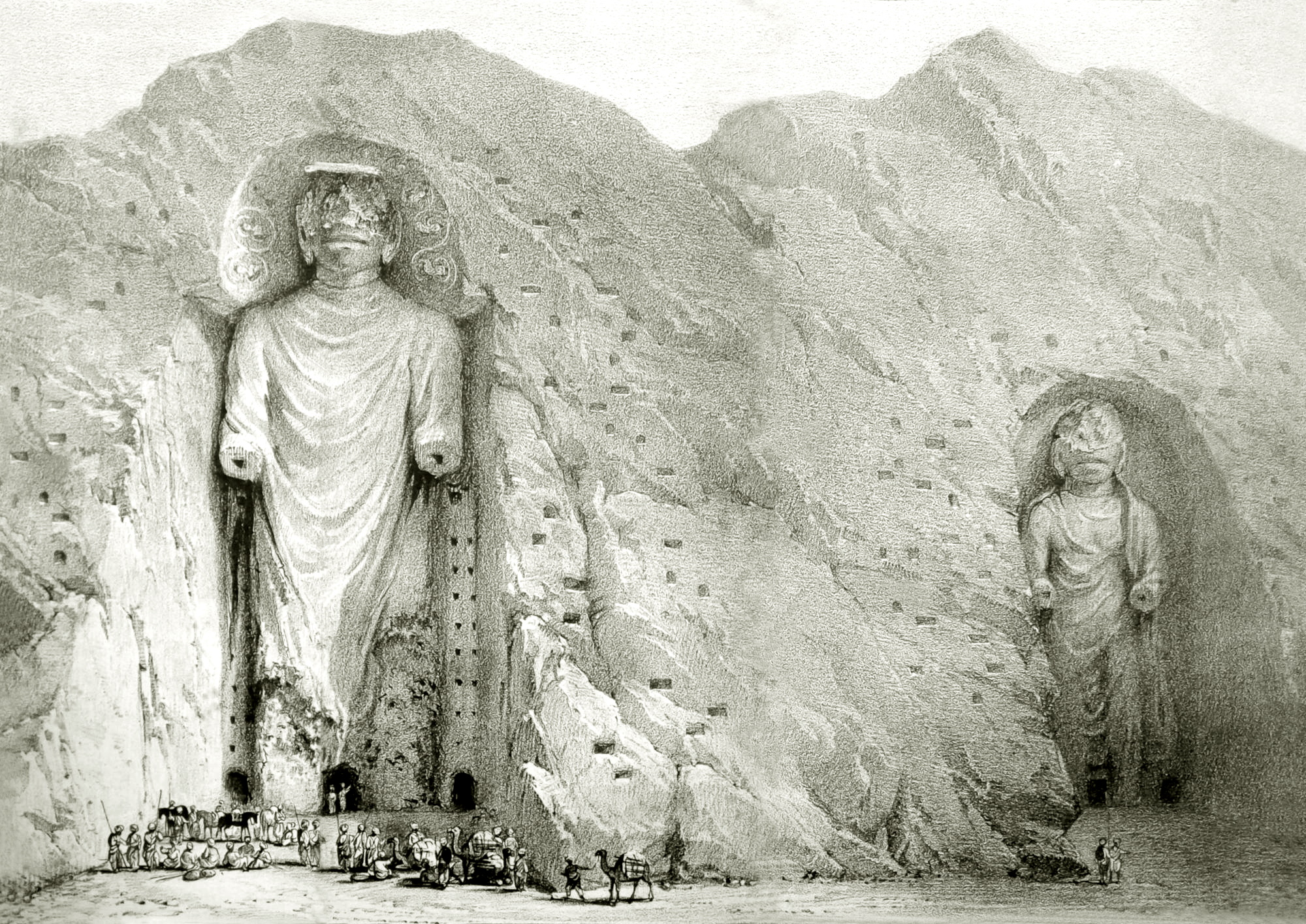
Jaciment de Bamiyan, Afganistan

Pel que fa a l'interior, en aquest recinte s'han fet campanyes de restauració bastant extensives, però hi ha zones on el nivell de degradació de la pedra i la policromia és molt avançat. La multiplicació de Budes de diversos mudres és proliferant. El principi de multiplicació d'imatges prové del món indi. El budisme xinès i l'indi estan vinculats, un exemple seria el jaciment de Bamiyan.
El material de construcció és una pedra local, és molt arenisca, porosa, molt fàcil de perdre amb el pas del temps, a causa de l'erosió. A conseqüència trobem que les estàtues s'estuquen i es policromen.
En relació amb la policromia, ens trobem que hi ha una tonalitat molt colorista, això a Yungang es va accentuant amb el canvi. A les fotografies d'abans i després de la restauració les tonalitats es van degradar molt i els matisos de la pedra es van arrodonint. Ens trobem davant de dos estils; per una banda, la segona meitat del segle V on es parla d'un estil pròpiament xinès, i, per altra banda, el segle VI, en aquest últim moment d'activitat, s'acosten més a figures de l'escola de Longmen.

## Geografia, clima i deteriorament de les grutes
Les grutes de Yungang estan situades al peu del sud de la Muntanya Wuzhou, a 16 km a l'oest de la ciutat de Datong. Actualment, es conserven unes 53 grutes, amb unes 51.000 estàtues. La més alta fa aproximadament 17 metres d'alt, la més petita fa uns pocs centímetres.
El clima de Yungang és temperat, semiàrid continental, caracteritzat per temperatures extremes, 37 °C a l'estiu, i temperatures mínimes de -25 °C a l'hivern.
Les grutes de Yungang han estat sotmeses a grans deterioraments durant el pas dels anys. Un dels factors que més ha repercutit són els ambientals i la petjada humana. Un primer factor seria la contaminació de l'aire, generada per les mines de carbó, per altra banda, el trànsit de camions a la carretera ha comportat un increment d'aquesta contaminació.
La majoria de coves van ser construïdes a la dinastia Wei del Nord. Durant un període històric llarg, uns mil cinc-cents anys, diverses escultures, s'han vist afectades i malmeses. L'any 1990 es van detectar que molts danys procedien de la contaminació del carbó, però més també de la filtració de l'aigua, a partir de sediments o fractures. Per tal de poder prevenir-ho, se'n van instal·lar, l'any 1992, uns materials geosintètics, malauradament el projecte no va sortir amb èxit. A l'última dècada, s'ha pogut comprovar que la humitat d'aquestes grutes, també procedeix de la condensació del vapor d'aire. Les condicions climatològiques, temperatura, humitat, caracteritzen un microclima que controla l'erosió d'escultures.

## Influències culturals i estilístiques
Són moltes les influències que ha rebut aquest gran jaciment arquitectònic que són les Coves de Yungang, com de l'art de Gandhara o de l'art de Mathura. En les primeres etapes de construcció de les coves trobem la influència d'un gran centre d'importància d'art budista influenciat per l'hel·lenisme grec, que és l'art de Gandhara, una regió situada en l'actual Pakistan i Afganistan. Es pot veure en les figures de Buda, que tenen trets facials clàssics amb cabells ondulats, nas recte i cossos esculpits amb una anàlisi anatòmica més pròpia de l'escultura grega. De l'art de Mathura, podem veure influències en les primeres representacions budistes de les coves, tenen un estil més suau i idealitzat, amb un major èmfasi en les qualitats espirituals que en l'anatomia física. Sovint amb una postura erecta, una expressió de serenitat i una roba més lleugera.
També hi ha una influència persa i sassànida, que s'evidencia en els elements decoratius, especialment en els relleus ornamentals i patrons geomètrics que decoren les parets de les coves, així com en alguns dels motius que envolten les figures de Buda i bodhisattves.
La influència de les cultures de Tocharia i altres regions d'Àsia central també es troben a Yungang, sobretot en la forma en què les figures es representen amb robes sumptuoses i joies elaborades, que reflecteixen les pràctiques artístiques d'aquestes regions.
A mesura que es van anar desenvolupant les coves de Yungang, l'estil autòcton xinès es va començar a notar. Els rostres de Buda es van tornar més arrodonits, amb una expressió de serenitat més refinada i menys marcadament clàssica que a les primeres etapes. Les figures es mostraven amb un major grau d'abstracció i simbolisme, amb formes més estilitzades i menys enfocades en el detall anatòmic, tret típic de l'art xinès.
La dinastia Wei del Nord, també va influir en les coves de Yungang, es va desenvolupar un estil d'escultura monumental, amb figures de Buda colossals, un element que simbolitzava la grandesa tant espiritual com política de l'imperi. A través del budisme, la dinastia volia enfortir la seva legitimitat, integrant el poder religiós amb el secular.

## Funció de les Coves de Yungang
Les coves de Yungang tenen una funció espiritual i un significat profund dins del context del budisme xinès i asiàtic. Eren molt més que simples llocs de culte; servien com a centres de devoció, educació religiosa i integració cultural en un moment clau per a l'expansió del budisme a la Xina.
Donaven culte i eren dedicats a la veneració de Buda i els bodhisattves, amb figures monumentals destinades a inspirar respecte i devoció. Els fidels acudien a les coves per fer ofrenes, meditar i cercar protecció divina. Les figures de Buda a gran escala, amb el seu caràcter imponent i serè, tenien la funció de simbolitzar la presència de la il·luminació i la protecció divina a la terra. També eren espais on els monjos i els devots budistes podien meditar i practicar la contemplació.
Durant el període de la dinastia Wei del Nord, aquest lloc era un clar exemple de difusió del budisme a la Xina. Les figures i relleus escultòrics representaven escenes de la vida de Buda, així com històries budistes conegudes com els jatakes, que narraven les vides anteriors de Buda. Això facilitava l'ensenyament i la comprensió del budisme a un públic ampli, inclosos els que no sabien llegir. Funcionaven com a llocs de formació espiritual per a monjos i practicants budistes.
També era un lloc dedicat a la commemoració de la fe i el patrocini imperial del budisme. Moltes de les coves i les seves figures van ser patrocinades per membres de la dinastia Wei del Nord, que van utilitzar aquestes escultures monumentals per reafirmar el seu suport al budisme i establir una connexió entre la seva autoritat i la protecció espiritual que oferia aquesta religió.

## Significat espiritual de les Coves de Yungang
Les escultures monumentals de Buda simbolitzen la presència física de Buda i el camí cap a la il·luminació. Es representa amb un aspecte serè i compassiu, indicant la seva condició de salvador espiritual. La seva postura meditativa i els mudres o gestos de les seves mans (com el mudra de la protecció o de l'ensenyament) reforcen el seu paper com a guia i protector dels fidels. En un context espiritual, aquestes imatges oferien als fidels un record constant de la presència de la il·luminació i la possibilitat d'aconseguir l'alliberament de la roda de la vida (samsara).
El significat dels bodhisattves en el budisme Mahayana, representen la compassió activa i el desig de salvar tots els éssers vius del patiment.
Els relleus narratius que decoren les coves expliquen històries de les vides anteriors de Buda i moments clau de la seva vida, incloent-hi el seu naixement, la seva il·luminació i el seu ensenyament. Eren una manera d'educar els devots en els valors i ensenyaments budistes, recordant-los les virtuts de Buda, com la compassió, la saviesa i el sacrifici. Els jatakes, o relats de les vides anteriors de Buda, tenen la funció de transmetre ensenyances morals, com ara la generositat i la paciència.

## Conservació
És gràcies als manteniments, estudis, investigacions, proves, que el patrimoni cultural sobreviu. Les coves de Yungang, han sigut un indret molt danyat i afectat pels canvis de temperatura tan extrems. A més, les investigacions han donat fruit a més punts de vista i nous descobriments, com el fet que les roques humides han patit menys que les roques seques, una raó podria ser que l'aigua fes un efecte lubricant. Les antigues columnes de les grutes de Yungang han estat suportant durant més de mil cinc-cents anys el pes i la fortalesa de les roques. Gràcies a l'important valor cultural d'aquest indret, s'estan realitzant estudis de manera constant, per tal de preservar i que sobrevisqui, aquest patrimoni importantíssim.

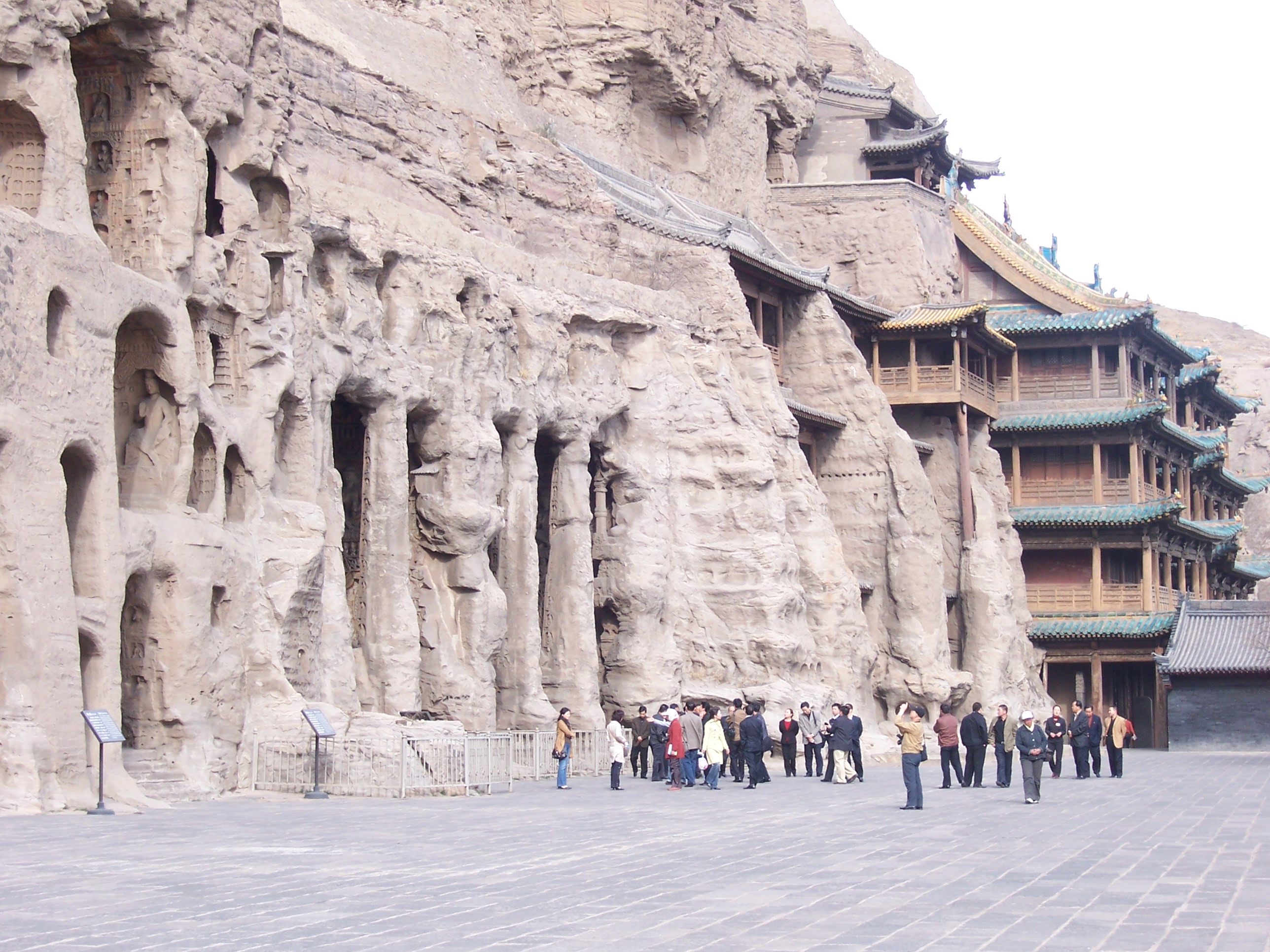
Exterior de les coves
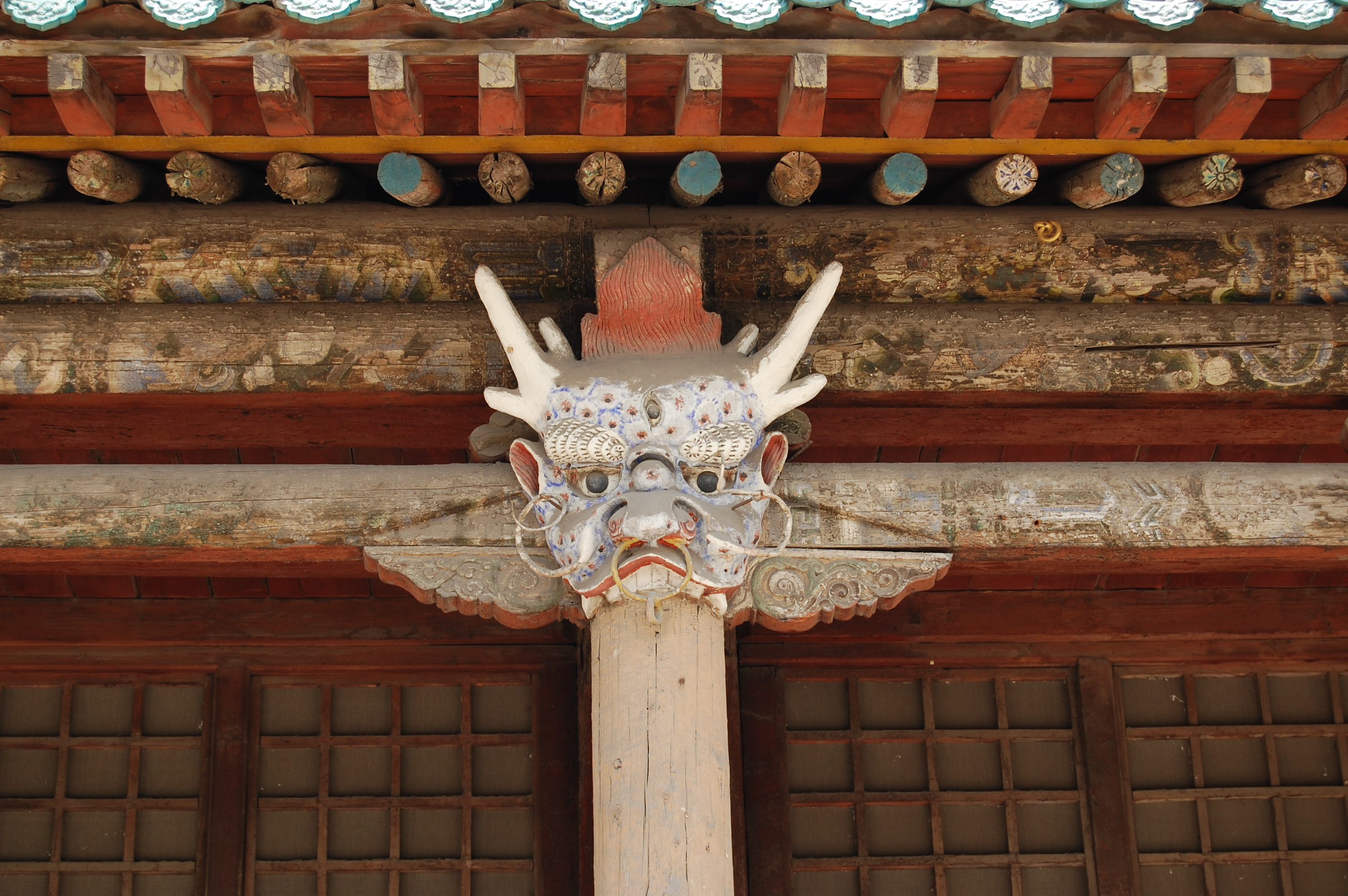
Part superior de la columna (dougong) a l'edifici de protecció de les grutes de Yungang
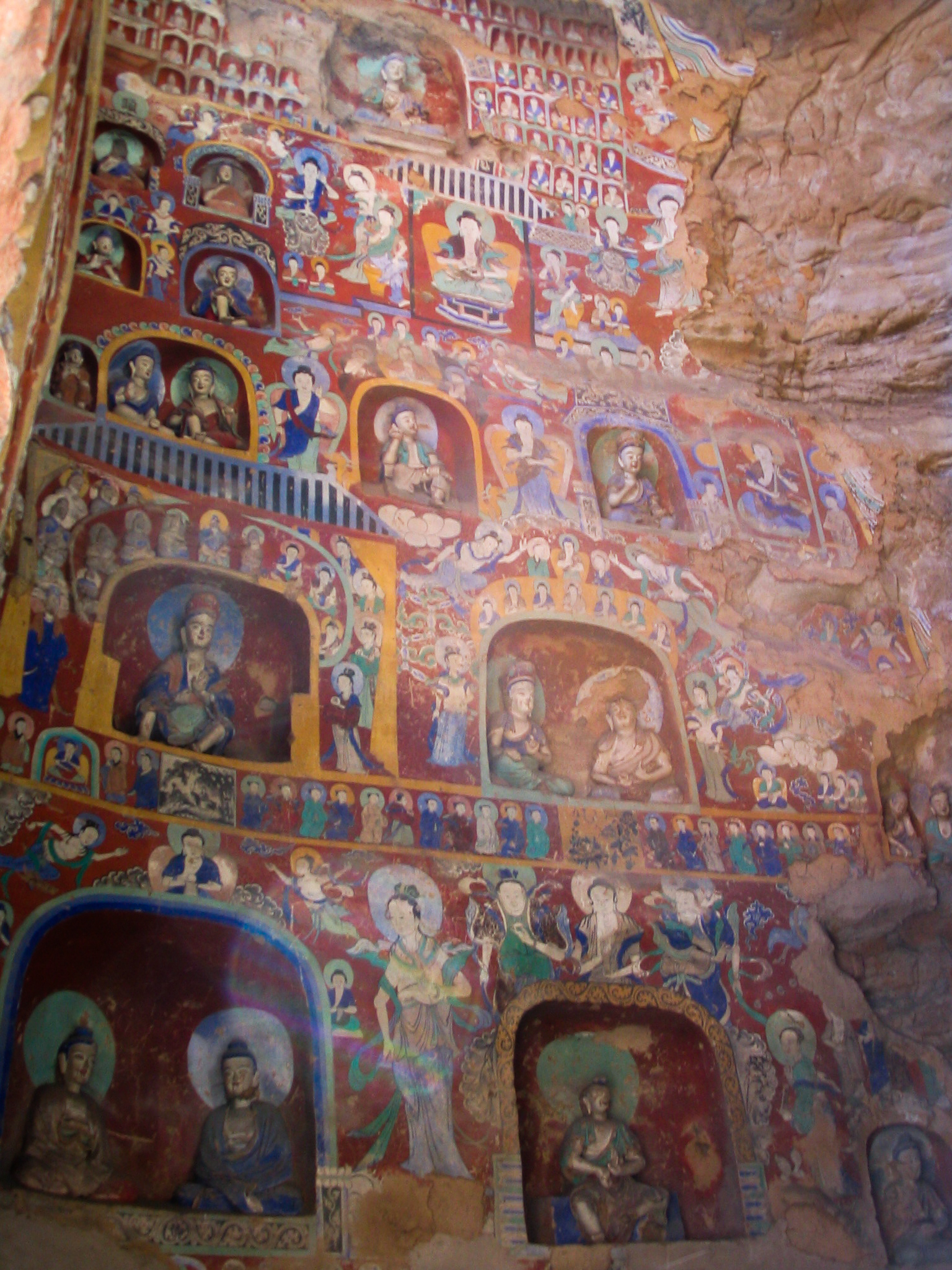
Pintures de Buda dins de les coves de Yungang
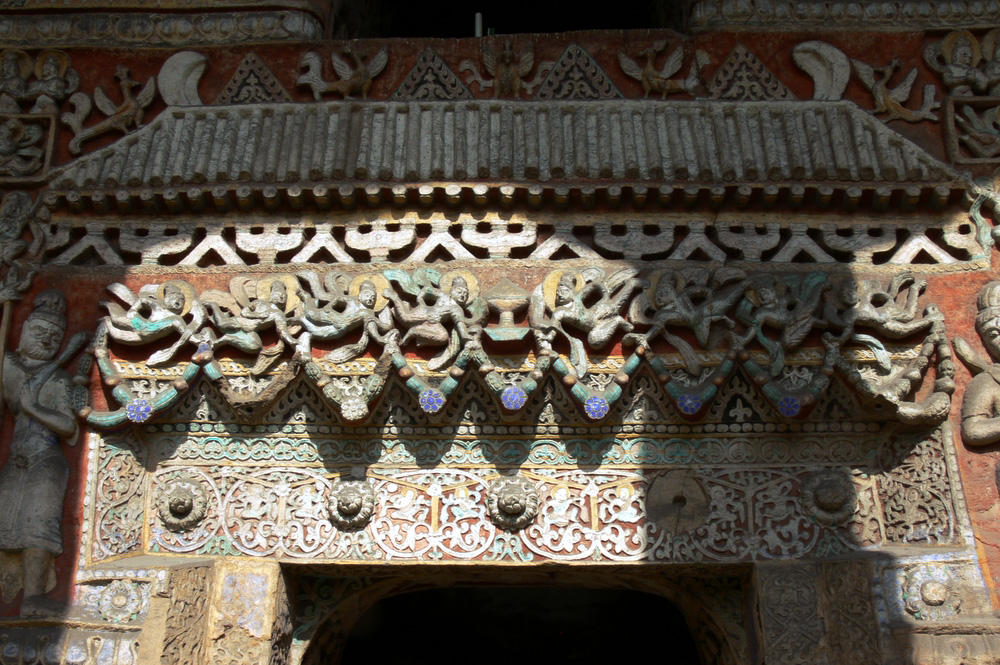
Dougong de pedra tallada a l'interior de la cova 9
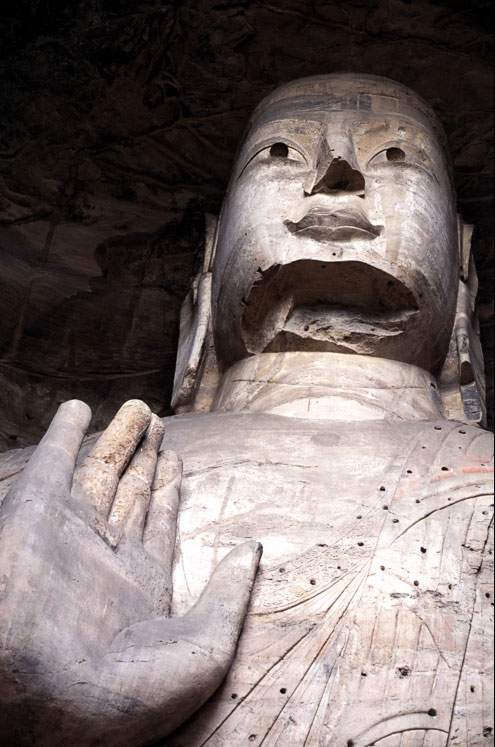
Una de les estàtues més grans de Yungang
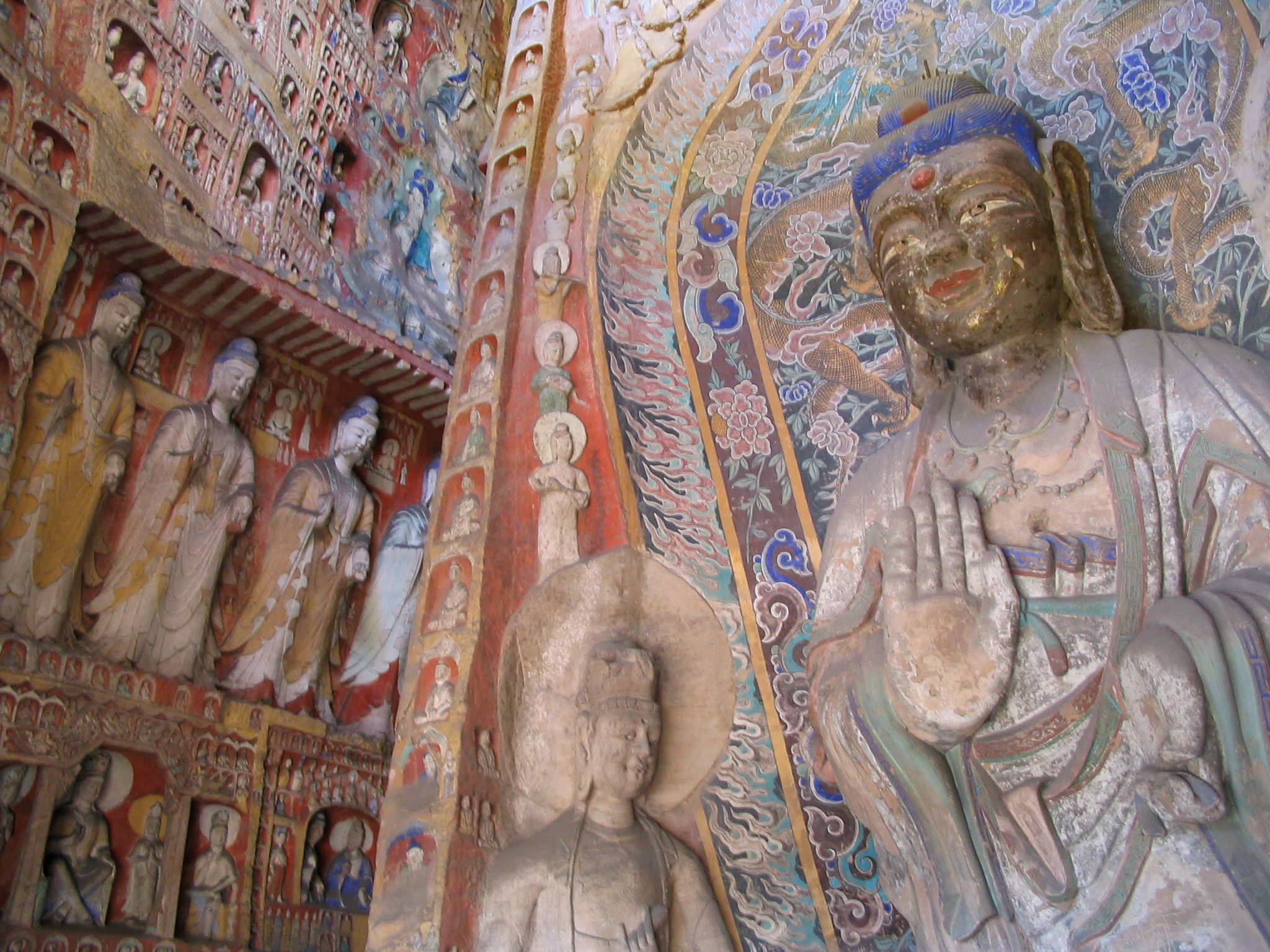
Estàtues de la paret lateral
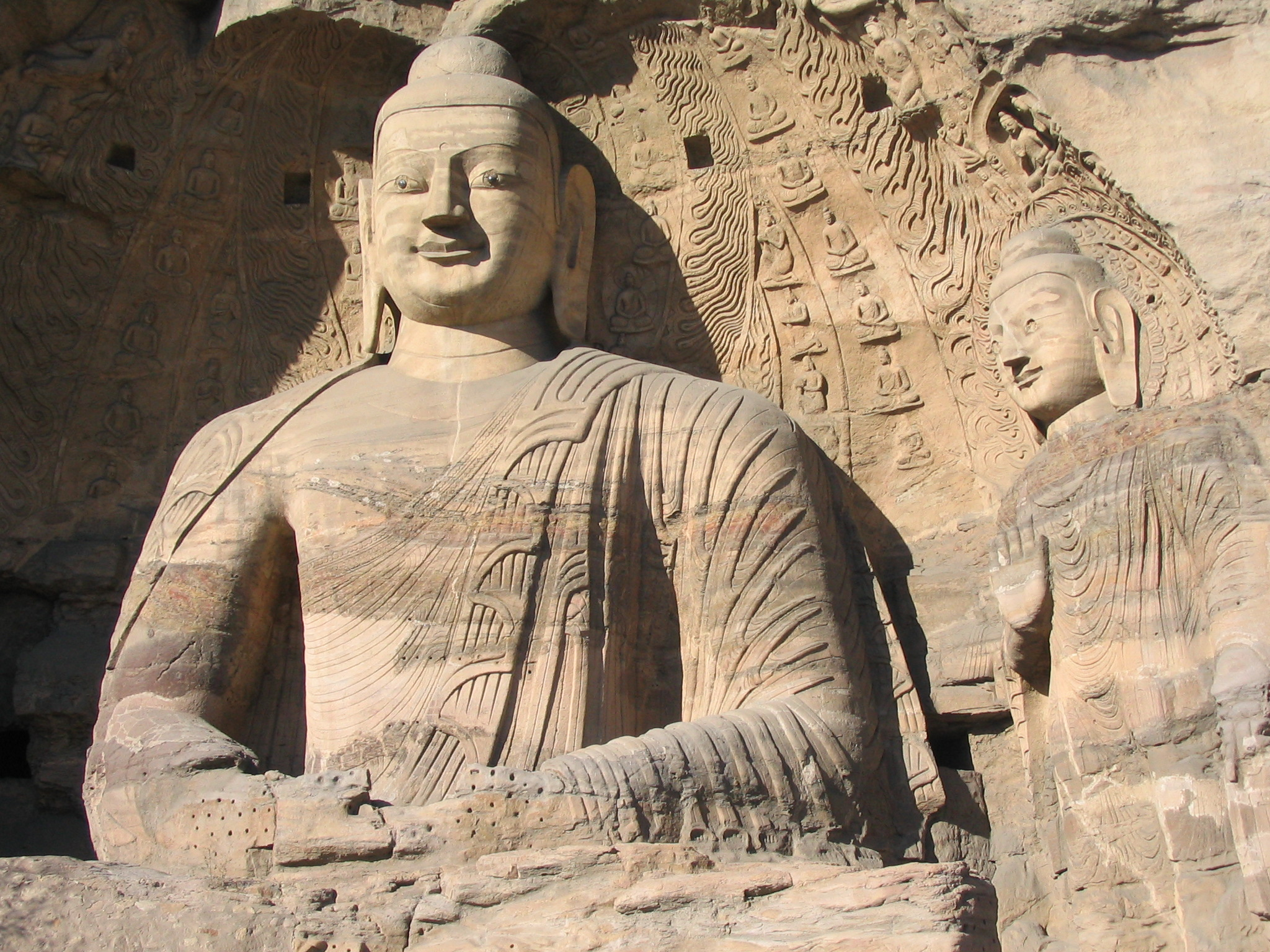
Estàtua de Buda
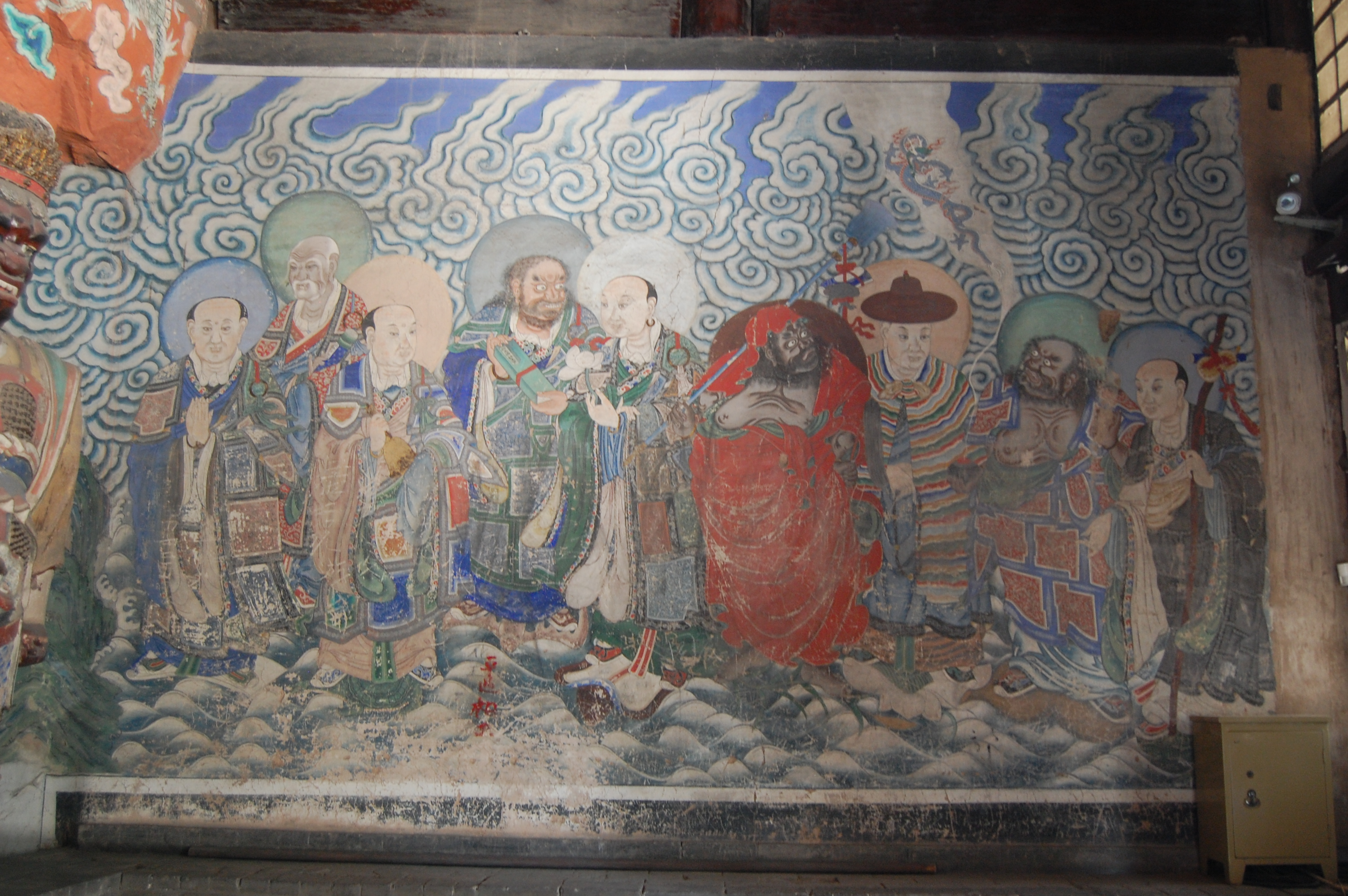
Pintures de l'interior de la cova
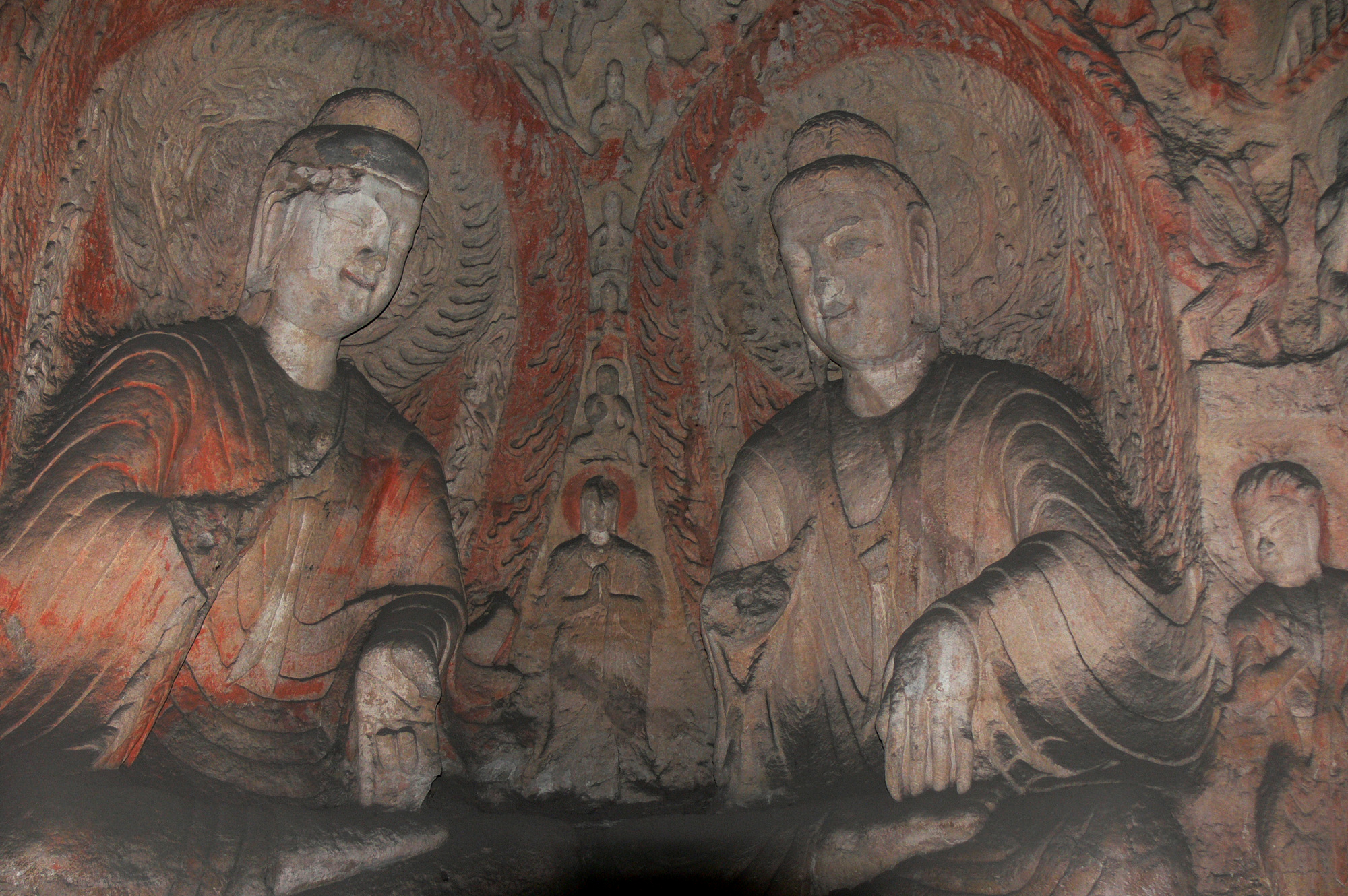
Detall
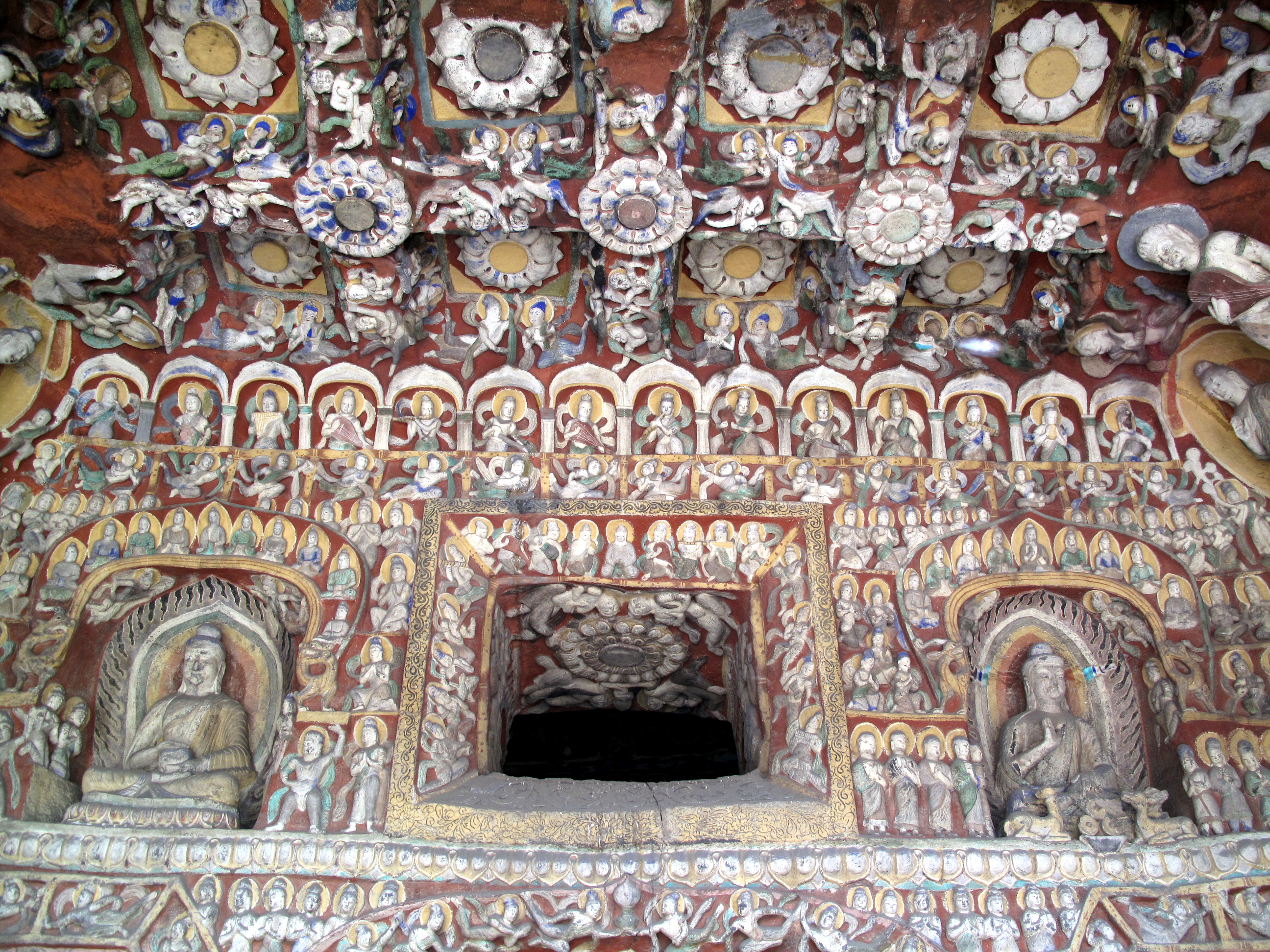
Cova 12. fase II. Decoració amb budes, músics i Apsarasas.
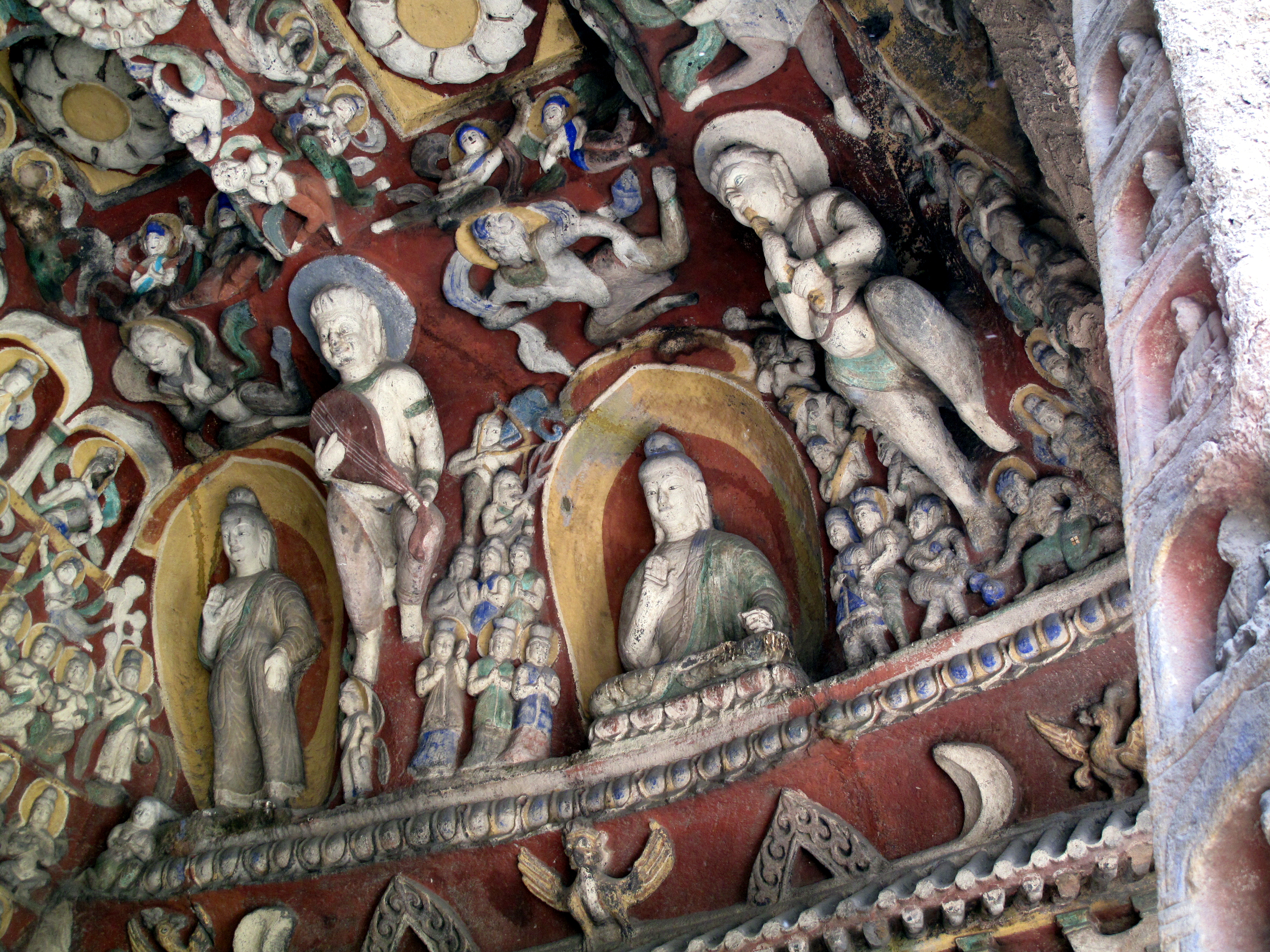
Cova 12. músics tocant els seus instruments.